# Murrow
Murrow – wieś w Anglii, w Cambridgeshire. Leży 9,3 km od miasta Wisbech, 48,5 km od miasta Cambridge i 125,7 km od Londynu. W 2015 miejscowość liczyła 888 mieszkańców.